# Vraie Église orthodoxe de Grèce - Synode grégorien
La Vraie Église orthodoxe de Grèce (synode dit Grégorien) est une Église orthodoxe vieille-calendariste et traditionaliste de Grèce, non reconnue par l'Église d'État. L'origine de la rupture est notamment l'adoption par l'Église orthodoxe de Grèce, du calendrier julien révisé en 1924. Le chef de l'Église porte le titre de Président du synode (titulaire actuel : Mgr Chrysostome, depuis 2009).